# Józef Kubiak

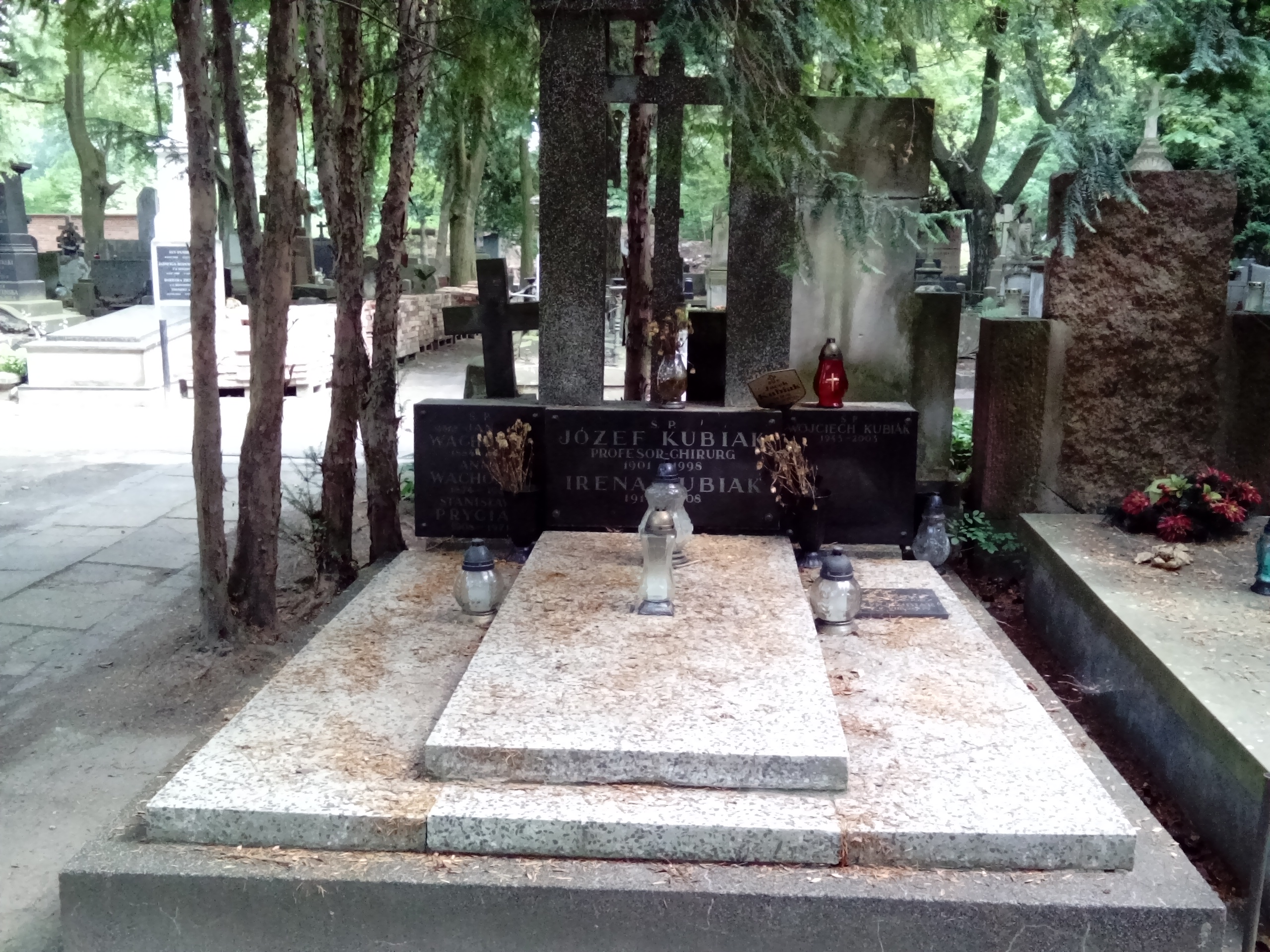
Grób Józefa Kubiaka na cmentarzu Powązkowskim w Warszawie

Józef Kubiak, ps. Doktor Andrzej (ur. 13 marca 1901 w Russocicach, zm. 3 lipca 1998 w Warszawie) – profesor doktor medycyny, chirurg.

## Życiorys
Urodził się w rodzinie Józefa i Stanisławy ze Skoczylasów. Był uczniem profesora Stefana Czubalskiego, dyplom lekarza uzyskał w 1928, habilitował się w Katedrze Fizjologii. Od 1935 członek Towarzystwa Lekarskiego Warszawskiego.
Był lekarzem podporucznikiem w Zgrupowaniu „Konrad” Armii Krajowej. Jego gabinet mieścił się przy ul. Dobrej 22/24 na Powiślu, w którym podczas powstania warszawskiego z poświęceniem operował warszawiaków, niezależnie od tego, czy byli powstańcami czy cywilami. 
Szef Kliniki Chirurgicznej Studium Doskonalenia Lekarzy, a następnie Centrum Medycznego Kształcenia Podyplomowego. Członek Honorowy Towarzystwa Chirurgów Polskich.
Jest autorem prac naukowych, pod jego redakcją powstała m.in. publikacja Krwotoki i ich leczenie. 
Zmarł w Warszawie, pochowany na cmentarzu Powązkowskim (kwatera 190-2-1,2).

## Ordery i odznaczenia
- Srebrny Krzyż Zasługi z Mieczami[8]
- Brązowy Krzyż Zasługi z Mieczami[8]
- Medal 10-lecia Polski Ludowej (13 stycznia 1955)[9]